# Bitva u Gergovie
Bitva u Gergovie se odehrála v roce 52 př. n. l. mezi římskými legiemi vedenými Juliem Caesarem a galskou koalicí vedenou vůdcem kmene Arvernů Vercingetorikem. Galové v bitvě zvítězili.
Místo bitvy se dnes nachází u města La Roche-Blanche, nedaleko Clermont-Ferrandu. Bitva je ve Francii velmi známá a byla zmíněna ve francouzském komiksu Asterix, konkrétně v knihách Asterix a slavný štít, Asterix na Korsice a Asterix a galský školní rok.

## Předehra
Stejně jako většina informací o galské historii, tak i informace o této bitvě pocházejí většinou z Caesarovy publikace Zápisky o válce galské. Galské zdroje se žádné nedochovaly.
V zimě roku 53 př. n. l. zaútočil Vercingetorix na Gergovii, ze které byl předtím vyhnán. V této době Caesar shromažďoval vojsko pro budoucí výpady proti Galům a tato událost ho postavila před nelehké dilema, buď ponechat své vojsko přes zimu v bezpečí, ale ukázat slabost Říma ve věci ochrany svých spojenců Aedů a ztratit tak jejich podporu, nebo vytáhnout proti Vercingetorikovi do otevřené bitvy a riskovat tím možnost, že legiím dojdou zásoby potravin. Julius Caesar se rozhodl jednat. Ponechal dvě legie a zásobovací konvoj v Agedincu a zbývající vojáky vedl ke Gergovii. Cestou obléhal Vellaunodunum, Genabum a Noviodunum, což rozhořčilo Vercingetorika, a proto se vydal naproti Caesarovi. Vojska se střetla v otevřené bitvě u Novioduna, ve které Caesar zvítězil. V zimním období byl nedostatek potravin a Galové se rozhodli jít proti Caesarovi taktikou spálené země, proto svá oppida včetně zásob ničili. Jediní Biturigové si vynutili právo ponechat si zásoby potravin i zachovat jejich hlavní sídlo Avaricum. Římané proviant potřebovali, a proto se po bitvě u Novioduna vydali k oppidu Bituringů, které obléhali a nakonec dobyli v bitvě u Avarica. Poté se Caesar vydal směrem ke Gergovii. Vercingetorix jeho plány vytušil, proto ničil veškeré mosty, aby Římanům zabránil v rychlém pochodu. Ubránit Gergovii bylo esenciální, neboť toto oppidum se tyčilo více než 350 metrů nad přilehlou planinou a vedla k němu pouze jedna cesta, která nebyla tak široká, aby se na ní vtěsnal větší počet legionářů. Držba toho místa poskytovala obránci značnou výhodu. Julius Caesar si toho byl vědom, a proto k oppidu spěchal.
Když Římané nocovali nedaleko města Varennes, kde Veringetorix zbořil jeden z mostů na řece Elave (patrně dnešní řeka Morge), oddělil Caesar ze svého vojska třetinu vojáků a zbylé dvě třetiny nechal pochodovat na jih uspořádaně v šesti oddílech, aby vzbudili dojem celistvé armády. Vercingetorix se nechal oklamat a Římany sledoval. Caesar s dvěma legiemi ve Varennesu opravil pobořený most a řeku překročil. Nakonec i druhá část Římanů se vrátila, překročila řeku a společně se vydali ke Gergovii.

## Bitva
Po pětidenním pochodu dorazili Římané ke Gergovii. Legie byly unavené pochodem podél řeky tam a zpět. Caesar si uvědomil, že přímý útok pro vysokou polohu oppida je riskantní, a tak se rozhodl pro tradiční obléhání.
Brzy zjistil, že poblíž Gergovie mají Galové malý vrch, díky kterému jsou schopni se zásobovat vodou a potravinami. Nočním útokem vrch obsadil a umístil na něm dvě legie. Následně obsazený vrch spojil se svým hlavním táborem dvěma příkopy a bariérou. Touto bariérou oddělil Galy od zásob potravin a vody.
V průběhu tohoto obléhání byli vůdci Aedů oklamáni vyslanci Vercingetorika, kteří jim poskytli dezinformace o Caesarových jednotkách, nebo v to Caesar věřil. Caesar se s tímto kmenem dohodl, že 10 000 mužů ochrání jeho zásobovací linie. Vercingetorix ale přesvědčil jejich vůdce Convictolitava, aby se při příchodu ke Gergovii, k němu Aeduové připojili a zaútočili na Římany, tím by oslabili Caesarovo postavení. Caesar se o tomto spiknutí dozvěděl, a tak vyčlenil čtyři legie s nimiž obklíčil a porazil jednotky galského kmene Aedů. Následně prořímská frakce převzala kontrolu nad vládou Aedů a Caesar se vrátil do Gergovie s desetitisícičlennou prořímskou kavalérií, složenou z Aedů. Dvě legie, které v Gergovii zanechal, aby pokračovaly v obléhání, byly pod tvrdým tlakem Vercingetorikových jednotek.
Julius Caesar během obléhání musel Vercingetorika dostat z vrchu oppida, aby obléhání pro něj neskončilo fiaskem, proto využil jednu legii k odlákání pozornosti, zatímco ostatní se přesunuli na lepší pozici a obsadili tři galské tábory. Poté rozkázal ústup, aby Galy donutil opustit výhodná postavení na vrcholu. Většina Caesarových vojáků, ale rozkaz neslyšela a ve vidině vyvolané lehkostí, s níž obsadili tři tábory, se tlačila k oppidu a zahájila přímý útok. V tom dorazili prořímští Aeduové, které zprvu Římané pokládali za nepřátelské Arverny, a tak Caesar musel nastolit v jednotkách pořádek, což ho stálo mnoho úsilí a času. Hluk přímého útoku varoval Vercingetorika, který následně spatřil Římany a Aedui těsně pod hradbami Gergovie a rozhodl se okamžitě zaútočit svou kavalerií, která prorazila římskou linii. Poté jezdci sesedli z koní a připojili se k pěchotě, která Římanům přivodila těžké ztráty. Vzhledem k situaci se Caesar rozhodl pro ústup, opustil obležení a s jednotkami utekl z území Arvernů na území Aedů.